# Nicolaus Bruhns
Nicolaus Bruhns (Schwabstedt, avvento 1665 – Husum, 29 marzo 1697) è stato un compositore, organista, violinista e gambista tedesco.

## Biografia

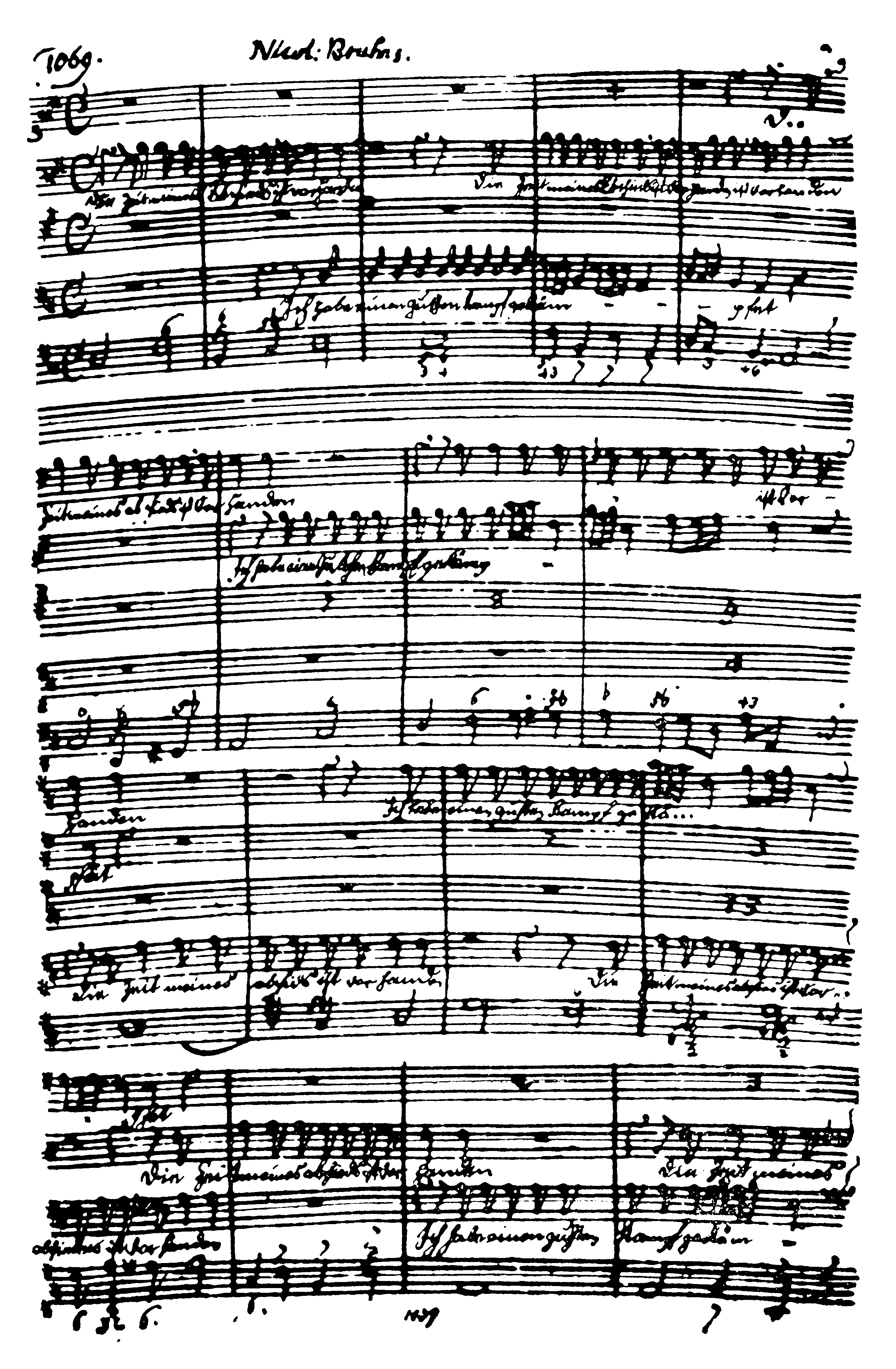
Die Zeit meines Abschieds ist vorhanden di Nicolaus Bruhns.

Nato nel 1665, Nicolaus Bruhns faceva parte di una famiglia di musicisti originaria dello Schleswig-Holstein. Apprese i primi rudimenti di musica dal padre, che, all'età di sedici anni, lo mandò a fare apprendistato a Lubecca presso uno zio musicista. Qui il giovane imparò a suonare il violino e la viola da gamba. Studiò inoltre organo e composizione con Dietrich Buxtehude, che lo considerava il suo allievo prediletto.
Per alcuni anni Bruhns lavorò come compositore e violinista a Copenaghen. All'inizio del 1689 le autorità di Kiel cercarono di convincerlo ad accettare il posto di organista lasciato vacante da Claus Dengel, ma Bruhns rifiutò l'offerta. Il 29 marzo dello stesso anno partecipò al concorso per l'assegnazione della carica di organista della Stadtkirche di Husum, ottenendo il posto all'unanimità. Morì prematuramente a 31 anni, e, poiché suo figlio Johann Paul aveva scelto la carriera ecclesiastica, nel ruolo di organista gli succedette il fratello Georg.

## Opere
Di Nicolaus Bruhns sono sopravvissute dodici cantate, quattro preludi e fughe per organo (sol maggiore, sol minore e due in mi minore, conosciuti come "grande" e "piccolo") e una fantasia per organo sul corale Nun komm der Heiden Heiland.
Carl Philipp Emanuel Bach, figlio di Johann Sebastian, citò Bruhns a Johann Nikolaus Forkel, descrivendolo come uno dei compositori maggiormente amati dal padre.

## Discografia
- Adriano Falcioni, Nicolaus Bruhns, Complete Organ Music, Brilliant Classic, 2014, EAN 5028421944470